# Irma Kolassi
Írma Kolássi (in greco Ίρμα Κολάση) (Atene, 18 maggio 1918 – Parigi, 27 marzo 2012) è stata un mezzosoprano greca.
Fu attiva in Francia fra gli anni '50 e '60 del Novecento e si fece apprezzare soprattutto per le sue interpretazioni di musica da camera francese.

## Biografia
Nata ad Atene da una famiglia musicisti (lo zio era un violinista allievo di George Enescu), visse a Parigi fino all'età di 8 anni, quando i suoi genitori si trasferirono nuovamente ad Atene e divorziarono. Per volontà della madre, Irma continuò gli studi nella scuola francese. Ricevette le prime lezioni di pianoforte dalla nonna e si iscrisse quindi al Conservatorio di Atene. Per mantenersi accompagnava anche gli allievi della classe di canto di Maggie Karadja. Un giorno - spinta da una recente delusione amorosa - si mise a cantare in classe una canzone di Tosti. La Karadja scoprì così la sua voce e cominciò a darle lezioni di canto. Nel 1938 si recò a Roma per studiare a Santa Cecilia, dove pensava di poter seguire contemporaneamente i corsi di pianoforte e di canto. Fu invece obbligata a scegliere e scelse canto, con grande stizza di Alfredo Casella, il quale però, riconoscendone il grande talento pianisitico, continuò a darle lezioni privatamente gratis. In quel periodo, non avendo nessuna borsa di studio, si mantenne lavorando per la radio italiana per i programmi rivolti al pubblico di lingua greca. Allo scoppio della guerra tornò in Grecia. Nell'Atene occupata dai nazisti lavorò come cantante per l'Opera di Atene, ma non sopportava la vita di palcoscenico (e infatti dopo quelle prime esperienze non cantò mai più un'opera in forma scenica) e passò al ruolo di maestro ripetitore. Tra i tanti artisti che seguì in quel periodo, ci fu anche una certa Maria Kalageropoulou, in seguito divenuta nota come Maria Callas, che con la Kolassi studiò il ruolo di Leonora nel Fidelio di Beethoven. Quando finì l'occupazione nazista, la Kolassi fu licenziata dal teatro e rimpiazzata con la nipote di un ministro. Di nuovo tornò a lavorare alla radio per 4 anni, durante i quali - come affermò in seguito - perse quasi ogni speranza di proseguire una carriera come cantante. Il 14 luglio 1949 cantò ad un evento celebrativo nell'ambasciata francese. Colpita dalla sua voce, la moglie dell'ambasciatore la invitò a trasferirsi a Parigi, scrivendole una lettera di raccomandazioni per diversi esponenti del mondo musicali, tra cui un allievo di Fauré, Louis Aubert. Quando questi le mostrò i suoi Poémes arabes, la Kolassi li cantò a prima vista, lasciando sbalordito il compositore. Anche Poulenc fu presto fra i suoi ammiratori (nel 1950 scrisse al compositore e direttore d'orchestra Pierre Capdeville: "Chi è questa Irma Kolassi? Mi sto per innamorare... Avremo finalmente una chanteuse? Se non è geloso, mi deve mandare il suo indirizzo!".) Alla Kolassi si aprì quindi una fulgida carriera nel campo della musica da camera (Duparc, Fauré, Hahn, Ravel...), della musica orchestrale con alcuni dei più importanti direttori del tempo quali von Beinum, Rosbaud, Monteux, Münch, van Otterloo, Krips, Giulini (famoso il suo Poème de l'amour e de la mer di Chausson registrato con la London Philharmonic Orchestra diretta da Louis de Froment), della musica antica con Nadia Boulanger (Monteverdi, Charpentier, Rameau) e della musica di autori contemporanei (tra cui Oedipus Rex di Stravinsky, Erwartung di Schoenberg, la prima esecuzione integrale (in forma di concerto) nel 1954 dell'Angelo di fuoco di Prokofiev). In particolare, nel campo della musica da camera francese fu considerata l'erede di Madeleine Grey, Jane Bathori e Claire Croiza. Nel 1970 si ritirò e si dedicò all'insegnamento, nella Schola Cantorum e nel Conservatoire européen de musique.